# Wybory parlamentarne w Holandii w 2012 roku
Wybory parlamentarne w Holandii w 2012 roku – przyśpieszone wybory do niższej izby niderlandzkiego parlamentu, Tweede Kamer, które odbyły się 12 września 2012 roku.
W ich wyniku zawiązał się drugi rząd Marka Ruttego, który tworzyły partie VVD i PvdA.

## Geneza
Nowe wybory zarządzone po upadku pierwszego rząd Marka Ruttego, czego powodem było fiasko rozmów z PVV w sprawie dotyczącej redukcji deficytu.

## Wyniki[2]
| Komitet wyborczy      | Komitet wyborczy                                   | Głosy      | Głosy  | Mandaty | Mandaty |
| Komitet wyborczy      | Komitet wyborczy                                   | Liczba     | %      | Liczba  | +/−     |
| --------------------- | -------------------------------------------------- | ---------- | ------ | ------- | ------- |
|                       | Partia Ludowa na rzecz Wolności i Demokracji (VVD) | 2,504,948  | 26.58  | 41      | 10      |
|                       | Partia Pracy (PvdA)                                | 2,340,750  | 24.84  | 38      | 8       |
|                       | Partia Wolności (PVV)                              | 950,263    | 10.08  | 15      | 9       |
|                       | Partia Socjalistyczna (SP)                         | 909,853    | 9.65   | 15      | 0       |
|                       | Apel Chrześcijańsko-Demokratyczny (CDA)            | 801,620    | 8.51   | 13      | 8       |
|                       | Demokraci 66 (D66)                                 | 757,091    | 8.03   | 12      | 2       |
|                       | Unia Chrześcijańska (CU)                           | 294,586    | 3.13   | 5       | 0       |
|                       | Zielona Lewica (GL)                                | 219,896    | 2.33   | 4       | 6       |
|                       | Polityczna Partia Protestantów (SGP)               | 196,780    | 2.09   | 3       | 1       |
|                       | Partia na rzecz Zwierząt (PvdD)                    | 182,162    | 1.93   | 2       | 0       |
|                       | 50Plus (50+)                                       | 177,631    | 1.88   | 2       | Nowa    |
|                       | Partia Piratów (PPNL)                              | 30,600     | 0.32   | 0       | 0       |
|                       | Partia Człowieka i Ducha (MenS)                    | 18,310     | 0.19   | 0       | 0       |
|                       | Suwerenni Niezależni Pionierzy Niderlandów (SOPN)  | 12,982     | 0.14   | 0       | Nowa    |
|                       | Partia Przyszłości (PvdT)                          | 8,194      | 0.09   | 0       | Nowa    |
|                       | Demokratyczny Polityczny Punkt Zwrotny (DPK)       | 7,363      | 0.08   | 0       | Nowa    |
|                       | Partia Libertariańska (LP)                         | 4,163      | 0.04   | 0       | Nowa    |
|                       | Niderlandy Lokalnie (NL)                           | 2,842      | 0.03   | 0       | Nowa    |
|                       | Partia Liberalno-Demokratyczna (LibDem)            | 2,126      | 0.02   | 0       | Nowa    |
|                       | Partia Antyeuropejska (AeuP)                       | 2,013      | 0.02   | 0       | Nowa    |
|                       | Partia Polityczna NXD (PPNXD)                      | 62         | 0.00   | 0       | Nowa    |
| Ogółem ważnych głosów | Ogółem ważnych głosów                              | 9,424,235  | 100.00 | 150     | 150     |
| Głosy nieważne        | Głosy nieważne                                     | 37,988     | 0.40   |         |         |
| Frekwencja            | Frekwencja                                         | 12,689,810 | 74.57  |         |         |